# Улица Милашенкова
У́лица Милаше́нкова — улица в Бутырском районе Северо-Восточного административного округа города Москвы, проходит от  улицы Фонвизина до улицы Комдива Орлова.

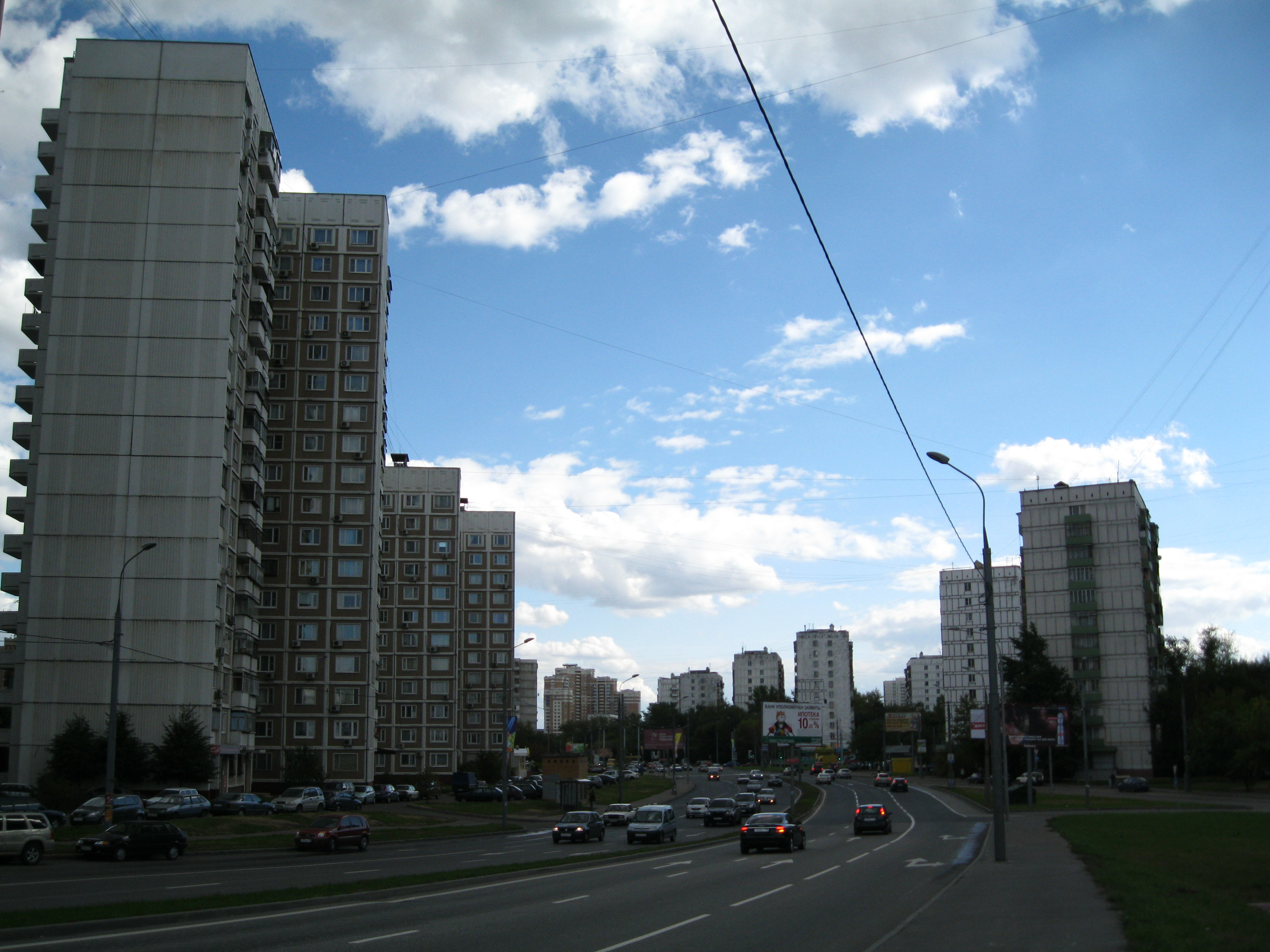
Северная часть улицы

## Название
Названа в 1964 году в честь Героя Советского Союза Сергея Васильевича Милашенкова (1921—1944) — лётчика-штурмовика, направившего свой горящий самолёт на танковую колонну противника (ранее Проектируемый проезд № 1915).

## Расположение
Улица Милашенкова является продолжением Огородного проезда и начинается от улицы Фонвизина у станции монорельсовой дороги «Улица Милашенкова», проходит на северо-запад параллельно железнодорожной линии Ленинградского направления. Налево от неё отходит улица Яблочкова, после путепровода через железнодорожные пути переходит в улицу Комдива Орлова. Таким образом, является частью важной северной магистрали «Шереметьевская улица — Огородный проезд — улица Милашенкова — улица Комдива Орлова — Ботаническая улица—Алтуфьевское шоссе». Тем не менее в 2016 году сквозное движение по улице было перекрыто для завершения строительства метро (Люблинско-Дмитровской линии) до станции «Петровско-Разумовская».

## Учреждения и организации
- Дом 1 — Студия красоты «Флорис»;
- Дом 4А — «Вкусно и точка»;
- Дом 4, строение 7 — супермаркет «Перекрёсток», аптека;
- Дом 4Б — детский сад № 181;
- Дом 7А — Медицинское училище № 17;
- Дом 8, строение 1 — СМУ электромонтажных работ Мосгортранс;
- Дом 8 — подростковый клуб «Надежда-Н»;
- Дом 9А — газета «Аптека»;
- Дом 9Б — школа ГБОУ СОШ 1236 УК 230;
- Дом 9, корпус 2 — ДЕЗ ОДС СВАО Бутырский;
- Дом 10 — Административно-техническая инспекция Бутырского района СВАО, магазин хозяйственных товаров, аптека, юридическая консультация;
- Дом 10Б — детский сад № 832;
- Дом 10В — школа № 968;
- Дом 11А — Экономико-правовой институт, Финансово-экономическая школа;
- Дом 12В — Профсоюз муниципальных работников г. Москвы по СВАО;
- Дом 12Д — Московский городской союз автомобилистов (МГСА) СВАО;
- Дом 14 — Управа Бутырского района СВАО; Управление физической культуры и спорта СВАО;
- Дом 16 — «Вентэлектро»; «Строй Арсенал Групп»; производственно-техническое предприятие «Термосвяз»;
- Дом 16, владение 12 — «Высотремстрой Вайс»;
- Дом 20 — архитектурная мастерская Вазгена Захарова;
- Дом 20 — ООО «Энергострой», ЗАО «ЕвроСитиГрупп».

## Общественный транспорт
В начале улицы расположена станция метро  Фонвизинская.

По улице проходят маршруты автобусов (данные на 16 сентября 2022 года):
- 23: ЖК «Юрлово» —  Отрадное —  Фонвизинская (только в сторону Юрловского проезда) —  Тимирязевская
- с585:  Тимирязевская —  Фонвизинская —  Тимирязевская —  Владыкино —  ВДНХ —  Алексеевская —  Рижский вокзал — Капельский переулок
- 512:  Тимирязевская —  Фонвизинская —  Тимирязевская —  Бутырская —  Марьина Роща - Складочная улица
- т29:  Владыкино/ Владыкино —  Фонвизинская —  Дмитровская —  Савёловский вокзал —  Динамо